# Asbjørn Halvorsen
Asbjørn Halvorsen (Sarpsborg, 3 dicembre 1898 – Narvik, 16 gennaio 1955) è stato un allenatore di calcio e calciatore norvegese, di ruolo centrocampista.

## Palmarès

### Giocatore

#### Competizioni nazionali
- Coppa di Norvegia: 1

Sarpsborg: 1917
- Campionato tedesco: 2

Amburgo: 1922-1923, 1927-1928

### Allenatore
- Bronzo olimpico: 1

Berlino 1936